# Lista walk o bokserskie mistrzostwo świata w wadze słomkowej
Zestawienie walk o bokserskie mistrzostwo świata wagi słomkowej (minimumweight / strawweight / mini flyweight) zawodowców. Ujęte zostały pojedynki najważniejszych organizacji boksu zawodowego (WBO, WBA, WBC, IBF i IBO).
Mistrzów świata wśród amatorów znajdziesz tutaj.
aktualność zestawienia: 31-01-2017

## 2010 –
| data                 | miejsce                                                        | organizacja     | zwycięzca                                                           | pokonany                                                            | wynik       |
| -------------------- | -------------------------------------------------------------- | --------------- | ------------------------------------------------------------------- | ------------------------------------------------------------------- | ----------- |
| 25 stycznia 2017     | Phitsanulok Tajlandia                                          | WBC             | Chayaphon Moonsri · Tajlandia                                       | Melvin Jerusalem · Filipiny                                         | UD 12       |
| 14 grudnia 2016      | Nakhon Ratchasima Tajlandia                                    | WBA             | Thammanoon Niyomtrong · Tajlandia                                   | Shin Ono · Japonia                                                  | UD 12       |
| 20 listopada 2016    | Orient Theatre East London, RPA                                | IBO             | Simphiwe Khonco · Południowa Afryka                                 | Nkosinathi Joyi · Południowa Afryka                                 | UD 12       |
| 12 listopada 2016    | Carpa de la Feria Ciudad Valles, Meksyk                        | IBF             | José Argumedo · Meksyk                                              | José Antonio Jiménez · Kolumbia                                     | TKO 3       |
| 20 sierpnia 2016     | Komagatani Gym Sanda, Japonia                                  | WBO             | Katsunari Takayama · Japonia                                        | Riku Kano · Japonia                                                 | TD 6        |
| 2 sierpnia 2016      | City Hall Ground Chonburi, Tajlandia                           | WBC             | Chayaphon Moonsri · Tajlandia                                       | Saul Juarez · Meksyk                                                | UD 12       |
| 1 lipca 2016         | El Palenque de la Feria Tepic, Meksyk                          | IBF             | José Argumedo · Meksyk                                              | Julio Mendoza · Nikaragua                                           | UD 12       |
| 29 czerwca 2016      | City Hall Ground Khon Kaen, Tajlandia                          | WBA             | Thammanoon Niyomtrong · Tajlandia                                   | Byron Rojas · Nikaragua                                             | UD 12       |
| 11 czerwca 2016      | Emperor's Palace Kempton Park, RPA                             | IBO             | Simphiwe Khonco · Południowa Afryka                                 | Siyabonga Siyo · Południowa Afryka                                  | UD 12       |
| 19 marca 2016        | Emperor's Palace Kempton Park, RPA                             | WBA Super / IBO | Byron Rojas · Nikaragua                                             | Hekkie Budler · Południowa Afryka                                   | UD 12       |
| 3 marca 2016         | City Hall Ground Nakhon Ratchasima, Tajlandia                  | WBC             | Chayaphon Moonsri · Tajlandia                                       | Go Odaira · Japonia                                                 | TKO 5       |
| 4 lutego 2016        | City Hall Ground Chonburi, Tajlandia                           | WBA Tymczasowy  | Thammanoon Niyomtrong · Tajlandia                                   | Carlos Buitrago · Nikaragua                                         | UD 12       |
| 31 grudnia 2015      | EDION Arena Osaka Osaka, Japonia                               | IBF             | José Argumedo · Meksyk                                              | Katsunari Takayama · Japonia                                        | TD 9        |
| 31 grudnia 2015      | Aichi Prefectural Gym Nagoya, Japonia                          | WBO             | Kōsei Tanaka · Japonia                                              | Vic Saludar · Filipiny                                              | KO 6        |
| 24 listopada 2015    | Chonburi, Tajlandia                                            | WBC             | Chayaphon Moonsri · Tajlandia                                       | Bae Young-gil · Korea Południowa                                    | TKO 9       |
| 27 września 2015     | EDION Arena Osaka Osaka, Japonia                               | IBF             | Katsunari Takayama · Japonia                                        | Ryuji Hara · Japonia                                                | TKO 8       |
| 19 września 2015     | Emperor's Palace Kempton Park, RPA                             | WBA / IBO       | Hekkie Budler · Południowa Afryka                                   | Simphiwe Khonco · Południowa Afryka                                 | UD 12       |
| 2 lipca 2015         | City Hall Ground Nakhon Ratchasima, Tajlandia                  | WBA Tymczasowy  | Thammanoon Niyomtrong · Tajlandia                                   | Alexis Diaz · Wenezuela                                             | TKO 2       |
| 2 czerwca 2015       | Ramintra Bakgkok, Tajlandia                                    | WBC             | Chayaphon Moonsri · Tajlandia                                       | Jerry Tomogdan · Filipiny                                           | KO 9        |
| 30 maja 2015         | Park Arena Komaki, Japonia                                     | WBO             | Kōsei Tanaka · Japonia                                              | Julian Yedras · Meksyk                                              | UD 12       |
| 22 kwietnia 2015     | Prefectural Gymnasium Osaka, Japonia                           | IBF             | Katsunari Takayama · Japonia                                        | Fahlan Sakkreerin Jr · Tajlandia                                    | TD 9        |
| 5 marca 2015         | City Hall Ground Chonburi, Tajlandia                           | WBA Tymczasowy  | Thammanoon Niyomtrong · Tajlandia                                   | Muhammad Rachman · Indonezja                                        | UD 12       |
| 21 lutego 2015       | Salle des Étoiles Monte Carlo, Monako                          | WBA / IBO       | Hekkie Budler · Południowa Afryka                                   | Jesús Silvestre · Meksyk                                            | UD 12       |
| 5 lutego 2015        | Nakhon Sawan, Tajlandia                                        | WBC             | Chayaphon Moonsri · Tajlandia                                       | Jeffrey Galero · Filipiny                                           | UD 12       |
| 31 grudnia 2014      | Bodymaker Colosseum Osaka, Japonia                             | IBF / WBO       | Katsunari Takayama · Japonia                                        | Go Odaira · Japonia                                                 | TKO 7       |
| 6 listopada 2014     | Provincial gymnasium Chonburi, Tajlandia                       | WBC             | Chayaphon Moonsri · Tajlandia                                       | Oswaldo Novoa · Meksyk                                              | RTD 9       |
| 25 października 2014 | Salle des Étoiles Monte Carlo, Monako                          | WBA / IBO       | Hekkie Budler · Południowa Afryka                                   | Xiong Zhaozhong · Chiny                                             | UD 12       |
| 1 października 2014  | I-Mobile Football Stadium Buriram, Tajlandia                   | WBA Tymczasowy  | Thammanoon Niyomtrong · Tajlandia                                   | Carlos Buitrago · Nikaragua                                         | UD 12       |
| 9 sierpnia 2014      | Arena Monterrey Monterrey, Meksyk                              | IBF / WBO       | Francisco Rodriguez Jr · Meksyk                                     | Katsunari Takayama · Japonia                                        | UD 12       |
| 28 czerwca 2014      | Centro de Espectaculos Epazoyucan, Meksyk                      | WBC             | Oswaldo Novoa · Meksyk                                              | Alcides Martinez · Nikaragua                                        | RTD 8       |
| 21 czerwca 2014      | Casino de Monte Carlo Salle Medecin Monte Carlo, Monako        | WBA / IBO       | Hekkie Budler · Południowa Afryka                                   | Pigmy Kokietgym · Tajlandia                                         | KO 8        |
| 7 maja 2014          | Bodymaker Colosseum Osaka, Japonia                             | IBF             | Katsunari Takayama · Japonia                                        | Shin Ono · Japonia                                                  | UD 12       |
| 22 marca 2014        | Arena Monterrey Monterrey, Meksyk                              | WBO             | Francisco Rodriguez Jr · Meksyk                                     | Merlito Sabillo · Filipiny                                          | TKO 10      |
| 1 marca 2014         | Emperor's Palace Kempton Park, RPA                             | WBA / IBO       | Hekkie Budler · Południowa Afryka                                   | Karluis Díaz · Kolumbia                                             | KO 1        |
| 5 lutego 2014        | City Hall, Haikou, Chiny                                       | WBC             | Oswaldo Novoa · Meksyk                                              | Xiong Zhaozhong · Chiny                                             | TKO 5       |
| 3 grudnia 2013       | Bodymaker Colosseum Osaka, Japonia                             | IBF             | Katsunari Takayama · Japonia                                        | Vergilio Silvano · Filipiny                                         | UD 12       |
| 30 listopada 2013    | Maguan, Chiny                                                  | WBC             | Xiong Zhaozhong · Chiny                                             | Lookrak Kiatmungmee · Tajlandia                                     | TKO 5       |
| 30 listopada 2013    | Araneta Coliseum Quezon City, Filipiny                         | WBO             | Merlito Sabillo Filipiny – · Carlos Buitrago Nikaragua              | Merlito Sabillo Filipiny – · Carlos Buitrago Nikaragua              | SD 12 remis |
| 9 listopada 2013     | Emperor's Palace Kempton Park, RPA                             | WBA / IBO       | Hekkie Budler · Południowa Afryka                                   | Hugo Hernan Verchelli · Argentyna                                   | TKO 4       |
| 11 września 2013     | Bodymaker Colosseum Osaka, Japonia                             | WBA             | Ryo Miyazaki · Japonia                                              | Jesús Silvestre · Meksyk                                            | MD 12       |
| 13 lipca 2013        | Solaire Resort Hotel and Casino Pasay City, Filipiny           | WBO             | Merlito Sabillo · Filipiny                                          | Jorle Estrada · Kolumbia                                            | TKO 9       |
| 28 czerwca 2013      | World Trade Centre Dubai, Zjednoczone Emiraty Arabskie         | WBC             | Xiong Zhaozhong · Chiny                                             | Denver Cuello · Filipiny                                            | MD 12       |
| 15 czerwca 2013      | Emperor's Palace Kempton Park, RPA                             | IBO             | Hekkie Budler · Południowa Afryka                                   | Nkosinathi Joyi · Południowa Afryka                                 | SD 12       |
| 8 maja 2013          | Bodymaker Colosseum Osaka, Japonia                             | WBA             | Ryo Miyazaki · Japonia                                              | Carlos Velarde · Meksyk                                             | TKO 5       |
| 30 marca 2013        | Estadio Carranza Limón Guasave, Meksyk                         | IBF             | Katsunari Takayama · Japonia                                        | Mario Rodríguez · Meksyk                                            | UD 12       |
| 9 marca 2013         | Coliseo Mario de León Cerete, Kolumbia                         | WBO             | Merlito Sabillo · Filipiny                                          | Luis De la Rosa · Kolumbia                                          | TKO 8       |
| 16 lutego 2013       | Emperor's Palace Kempton Park, RPA                             | IBO             | Hekkie Budler · Południowa Afryka                                   | Renan Trongco · Filipiny                                            | UD 12       |
| 31 grudnia 2012      | Bodymaker Colosseum Osaka, Japonia                             | WBA             | Ryo Miyazaki · Japonia                                              | Pornsawan Porpramook · Tajlandia                                    | SD 12       |
| 24 listopada 2012    | Kunming City Stadium Kunming, Chiny                            | WBC             | Xiong Zhaozhong · Chiny                                             | Javier Martínez Resendiz · Meksyk                                   | UD 12       |
| 6 października 2012  | El Palenque de la Feria Tepic, Meksyk                          | WBA Tymczasowy  | Jesús Silvestre · Meksyk                                            | Takuya Mitamura · Japonia                                           | TKO 4       |
| 6 października 2012  | Coliseo Ruben Rodriguez Bayamon, Portoryko                     | WBO             | Moisés Fuentes · Meksyk                                             | Iván Calderón · Portoryko                                           | TKO 5       |
| 22 września 2012     | Emperor's Palace Kempton Park, RPA                             | IBO             | Hekkie Budler · Południowa Afryka                                   | Florante Condes · Filipiny                                          | UD 12       |
| 1 września 2012      | Gimnasio Municipal Luis Estrada Medina Guasave, Meksyk         | IBF             | Mario Rodríguez · Meksyk                                            | Nkosinathi Joyi · Południowa Afryka                                 | KO 7        |
| 14 lipca 2012        | El Palenque de la Feria Tepic, Meksyk                          | WBA Tymczasowy  | Jesús Silvestre · Meksyk                                            | Edwin Díaz · Panama                                                 | UD 12       |
| 20 czerwca 2012      | Bodymaker Colosseum Osaka, Japonia                             | WBC / WBA       | Kazuto Ioka · Japonia                                               | Akira Yaegashi · Japonia                                            | UD 12       |
| 2 czerwca 2012       | El Foro Tijuana, Meksyk                                        | WBO             | Moisés Fuentes · Meksyk                                             | Julio Cesar Felix · Meksyk                                          | KO 1        |
| 30 marca 2012        | Orient Theatre East London, RPA                                | IBF             | Nkosinathi Joyi · Południowa Afryka                                 | Katsunari Takayama · Japonia                                        | UD 12       |
| 31 grudnia 2011      | Prefectural Gymnasium Osaka, Japonia                           | WBC             | Kazuto Ioka · Japonia                                               | Yodgoen Tor Chalermchai · Tajlandia                                 | TKO 1       |
| 7 listopada 2011     | Nong Khai, Tajlandia                                           | WBA Tymczasowy  | Paipharob Kokietgym · Tajlandia                                     | Jesús Silvestre · Meksyk                                            | UD 12       |
| 24 października 2011 | Korakuen Hall Tokio, Japonia                                   | WBA             | Akira Yaegashi · Japonia                                            | Pornsawan Porpramook · Tajlandia                                    | TKO 10      |
| 24 września 2011     | Emperor's Palace Kempton Park, RPA                             | IBO             | Hekkie Budler · Południowa Afryka                                   | Michael Landero · Filipiny                                          | UD 12       |
| 27 sierpnia 2011     | Auditorio Benito Juarez Guadalajara, Meksyk                    | WBO             | Moisés Fuentes · Meksyk                                             | Raúl García · Meksyk                                                | SD 12       |
| 13 sierpnia 2011     | Convention Center Acapulco, Meksyk                             | WBA Tymczasowy  | Juan Palacios · Nikaragua                                           | Armando Torres · Meksyk                                             | TKO 9       |
| 10 sierpnia 2011     | Korakuen Hall Tokio, Japonia                                   | WBC             | Kazuto Ioka · Japonia                                               | Juan Hernández · Meksyk                                             | UD 12       |
| 30 lipca 2011        | Indosiar Studio Dżakarta, Indonezja                            | WBA             | Pornsawan Porpramook · Tajlandia                                    | Muhammad Rachman · Indonezja                                        | MD 12       |
| 21 maja 2011         | San Martín Texmelucan de Labastida, Meksyk                     | WBA Tymczasowy  | Juan Palacios · Nikaragua                                           | Sammy Gutierrez · Meksyk                                            | UD 12       |
| 30 kwietnia 2011     | Foro Polanco Meksyk, Meksyk                                    | WBO             | Raúl García · Meksyk                                                | Rommel Asenjo · Filipiny                                            | TKO 3       |
| 19 kwietnia 2011     | Krungthep Thonburi Universityl Bangkok, Tajlandia              | WBA             | Muhammad Rachman · Indonezja                                        | Kwanthai Sithmorseng · Tajlandia                                    | KO 9        |
| 12 lutego 2011       | Polideportivo Municipal Monte Hermoso, Argentyna               | WBA Tymczasowy  | Sammy Gutierrez · Meksyk                                            | Renan Trongco · Filipiny                                            | TKO 6       |
| 11 lutego 2011       | World Memorial Hall Kobe, Japonia                              | WBC             | Kazuto Ioka · Japonia                                               | Oleydong Sithsamerchai · Tajlandia                                  | TKO 5       |
| 29 stycznia 2011     | Carnival City Brakpan, RPA                                     | IBF             | Nkosinathi Joyi Południowa Afryka · – Katsunari Takayama Japonia    | Nkosinathi Joyi Południowa Afryka · – Katsunari Takayama Japonia    | NC 3        |
| 5 listopada 2010     | Phranakhon Rajabhat University Bangkok, Tajlandia              | WBA             | Kwanthai Sithmorseng · Tajlandia                                    | Pigmy Kokietgym · Tajlandia                                         | SD 12       |
| 30 października 2010 | Centro de Convenciones Cartagena, Kolumbia                     | WBO Tymczasowy  | Raúl García · Meksyk                                                | Luis De la Rosa · Kolumbia                                          | SD 12       |
| 23 października 2010 | Gimnasio San Damián San Martín Texmelucan de Labastida, Meksyk | WBA Tymczasowy  | Sammy Gutierrez · Meksyk                                            | Luis Carrillo · Kolumbia                                            | TKO 3       |
| 3 września 2010      | Kad Choengdoi Chiang Mai, Tajlandia                            | WBC             | Oleydong Sithsamerchai Tajlandia · – Pornsawan Porpramook Tajlandia | Oleydong Sithsamerchai Tajlandia · – Pornsawan Porpramook Tajlandia | MD 12 remis |
| 14 sierpnia 2010     | Auditorio Luis Estrada Medina Guasave, Meksyk                  | WBO             | Donnie Nietes · Filipiny                                            | Mario Rodríguez · Meksyk                                            | UD 12       |
| 19 czerwca 2010      | Emperor's Palace Kempton Park, RPA                             | IBO             | Gideon Buthelezi · Południowa Afryka                                | Ronelle Ferreras · Filipiny                                         | UD 12       |
| 27 marca 2010        | Ariake Colosseum Tokio, Japonia                                | WBC             | Oleydong Sithsamerchai · Tajlandia                                  | Yasutaka Kuroki · Japonia                                           | UD 12       |
| 26 marca 2010        | International Convention Centre East London, RPA               | IBF             | Nkosinathi Joyi · Południowa Afryka                                 | Raúl García · Meksyk                                                | UD 12       |
| 30 stycznia 2010     | Auditorio Siglo XXI Puebla, Meksyk                             | WBA             | Roman Gonzalez · Nikaragua                                          | Ivan Meneses · Meksyk                                               | TKO 4       |

## 2000-2009
| data                 | miejsce                                                      | organizacja | zwycięzca                                                  | pokonany                                                   | wynik        |
| -------------------- | ------------------------------------------------------------ | ----------- | ---------------------------------------------------------- | ---------------------------------------------------------- | ------------ |
| 27 listopada 2009    | Future Park Plaza Rangsit, Tajlandia                         | WBC         | Oleydong Sithsamerchai · Tajlandia                         | Juan Palacios · Nikaragua                                  | MD 12        |
| 12 września 2009     | El Palenque de la Feria Tepic, Meksyk                        | WBO         | Donnie Nietes · Filipiny                                   | Manuel Vargas · Meksyk                                     | SD 12        |
| 22 sierpnia 2009     | Auditorio Unidad Deportiva Los Cabos, Meksyk                 | IBF         | Raúl García · Meksyk                                       | Sammy Gutierrez · Meksyk                                   | MD 12        |
| 14 lipca 2009        | World Memorial Hall Kobe, Japonia                            | WBA         | Roman Gonzalez · Nikaragua                                 | Katsunari Takayama · Japonia                               | UD 12        |
| 13 czerwca 2009      | Centro Banamex Meksyk, Meksyk                                | WBC         | Juan Palacios · Nikaragua                                  | Erik Ramirez · Meksyk                                      | TKO 10       |
| 29 maja 2009         | Bangla Stadium Patong, Tajlandia                             | WBC         | Oleydong Sithsamerchai · Tajlandia                         | Muhammad Rachman · Indonezja                               | TD 11        |
| 11 kwietnia 2009     | Estadio Arturo C. Nahl La Paz, Meksyk                        | IBF         | Raúl García · Meksyk                                       | Ronald Barrera · Kolumbia                                  | TKO 6        |
| 28 lutego 2009       | Auditorio Guelaguetza Oaxaca, Meksyk                         | WBO         | Donnie Nietes · Filipiny                                   | Erik Ramirez · Meksyk                                      | UD 12        |
| 28 lutego 2009       | Auditorio Guelaguetza Oaxaca, Meksyk                         | WBA         | Roman Gonzalez · Nikaragua                                 | Francisco Rosas · Meksyk                                   | MD 12        |
| 14 lutego 2009       | Expo Forum Hermosillo, Meksyk                                | WBO         | Manuel Vargas · Meksyk                                     | Walter Tello · Panama                                      | UD 12        |
| 13 grudnia 2008      | Gimnasio Medardo Meza Dominguez Loreto, Meksyk               | IBF         | Raúl García · Meksyk                                       | José Luis Varela · Wenezuela                               | UD 12        |
| 6 grudnia 2008       | Palenque de la Feria Lagos de Moreno, Meksyk                 | WBO         | Manuel Vargas · Meksyk                                     | Daniel Reyes · Kolumbia                                    | KO 4         |
| 27 listopada 2008    | Phitsanulok, Tajlandia                                       | WBC         | Oleydong Sithsamerchai · Tajlandia                         | Pornsawan Porpramook · Tajlandia                           | UD 12        |
| 22 listopada 2008    | Mdantsane Indoor Centre East London, RPA                     | IBO         | Nkosinathi Joyi · Południowa Afryka                        | Lorenzo Trejo · Meksyk                                     | KO 2         |
| 7 listopada 2008     | Sichuan Gymnasium Chengdu, Chiny                             | WBC         | Juan Palacios · Nikaragua                                  | Teruo Misawa · Japonia                                     | TKO 7        |
| 26 września 2008     | Ce.De.M. N° 2 Caseros, Argentyna                             | WBO         | Daniel Reyes · Kolumbia                                    | Luis Alberto Lazarte · Argentyna                           | MD 12        |
| 15 września 2008     | Pacifico Yokohama, Japonia                                   | WBA         | Roman Gonzalez · Nikaragua                                 | Yutaka Niida · Japonia                                     | TKO 4        |
| 13 września 2008     | Estadio Arturo C. Nahl La Paz, Meksyk                        | IBF         | Raúl García · Meksyk                                       | José Luis Varela · Wenezuela                               | UD 12        |
| 30 sierpnia 2008     | Cebu City Waterfront Hotel & Casino Barangay Lahug, Filipiny | WBO         | Donnie Nietes · Filipiny                                   | Eddy Castro · Nikaragua                                    | KO 2         |
| 2 sierpnia 2008      | Auditorio Juan Pachín Vicéns Ponce, Portoryko                | WBC         | Juan Palacios · Nikaragua                                  | Omar Soto · Portoryko                                      | TKO 10       |
| 27 czerwca 2008      | Orient Theatre East London, RPA                              | IBO         | Nkosinathi Joyi · Południowa Afryka                        | Sammy Gutierrez · Meksyk                                   | TKO 7        |
| 18 czerwca 2008      | Saphan Hin Phuket, Tajlandia                                 | WBC         | Oleydong Sithsamerchai · Tajlandia                         | Junichi Ebisuoka · Japonia                                 | KO 9         |
| 14 czerwca 2008      | Estadio Arturo C. Nahl La Paz, Meksyk                        | IBF         | Raúl García · Meksyk                                       | Florante Condes · Filipiny                                 | SD 12        |
| 1 marca 2008         | Korakuen Hall Tokio, Japonia                                 | WBA         | Yutaka Niida · Japonia                                     | José Luis Varela · Wenezuela                               | KO 6         |
| 29 listopada 2007    | Bangkok, Tajlandia                                           | WBC         | Oleydong Sithsamerchai · Tajlandia                         | Eagle Kyowa · Tajlandia                                    | UD 12        |
| 16 listopada 2007    | Great Centenary Hall Port Elizabeth, RPA                     | IBO         | Nkosinathi Joyi · Południowa Afryka                        | Gabriel Pumar · Filipiny                                   | KO 1         |
| 30 września 2007     | Cebu City Waterfront Hotel & Casino Barangay Lahug, Filipiny | WBO         | Donnie Nietes · Filipiny                                   | Pornsawan Porpramook · Tajlandia                           | UD 12        |
| 1 września 2007      | Korakuen Hall Tokio, Japonia                                 | WBA         | Yutaka Niida · Japonia                                     | Eriberto Gejon · Filipiny                                  | UD 12        |
| 7 lipca 2007         | RCTI Studio Dżakarta, Indonezja                              | IBF         | Florante Condes · Filipiny                                 | Muhammad Rachman · Indonezja                               | SD 12        |
| 4 czerwca 2007       | Pacifico Yokohama, Japonia                                   | WBC         | Eagle Kyowa · Tajlandia                                    | Akira Yaegashi · Japonia                                   | UD 12        |
| 28 kwietnia 2007     | Coliseo Universidad del Norte Barranquilla, Kolumbia         | WBO         | Iván Calderón · Portoryko                                  | Ronald Barrera · Kolumbia                                  | SD 12        |
| 7 kwietnia 2007      | Korakuen Hall Tokio, Japonia                                 | WBA         | Yutaka Niida · Japonia                                     | Katsunari Takayama · Japonia                               | SD 12        |
| 23 grudnia 2006      | Bung Kamo Indoor Tennis Std Senayan, Indonezja               | IBF         | Muhammad Rachman · Indonezja                               | Benjie Sorolla · Filipiny                                  | TKO 7        |
| 13 listopada 2006    | Nihon Budokan Tokio, Japonia                                 | WBC         | Eagle Kyowa · Tajlandia                                    | Lorenzo Trejo · Meksyk                                     | UD 12        |
| 7 listopada 2006     | Grand Cube Osaka, Japonia                                    | WBA         | Katsunari Takayama · Japonia                               | Carlos Melo · Panama                                       | TD 9         |
| 4 listopada 2006     | Emperor's Palace Kempton Park, RPA                           | IBO         | Nkosinathi Joyi · Południowa Afryka                        | Armando dela Cruz · Filipiny                               | KO 2         |
| 21 października 2006 | Coliseo Elias Chegwin Barranquilla, Kolumbia                 | WBO         | Iván Calderón · Portoryko                                  | José Luis Varela · Wenezuela                               | UD 12        |
| 6 maja 2006          | Bung Karno Stadium Dżakarta, Indonezja                       | IBF         | Muhammad Rachman · Indonezja                               | Omar Soto · Meksyk                                         | TD 3 remis   |
| 6 maja 2006          | Korakuen Hall Tokio, Japonia                                 | WBC         | Eagle Kyowa · Tajlandia                                    | Rodel Mayol · Filipiny                                     | UD 12        |
| 29 kwietnia 2006     | Coliseo Mario 'Quijote' Morales Guaynabo, Portoryko          | WBO         | Iván Calderón · Portoryko                                  | Miguel Tellez · Nikaragua                                  | KO 6         |
| 4 marca 2006         | Korakuen Hall Tokio, Japonia                                 | WBA         | Yutaka Niida · Japonia                                     | Ronald Barrera · Kolumbia                                  | UD 12        |
| 18 lutego 2006       | The Aladdin Las Vegas, USA                                   | WBO         | Iván Calderón · Portoryko                                  | Isaac Bustos · Meksyk                                      | UD 12        |
| 9 stycznia 2006      | Pacifico Yokohama, Japonia                                   | WBC         | Eagle Kyowa · Tajlandia                                    | Ken Nakajima · Japonia                                     | TKO 7        |
| 10 grudnia 2005      | Coliseo Roberto Clemente San Juan, Portoryko                 | WBO         | Iván Calderón · Portoryko                                  | Daniel Reyes · Kolumbia                                    | UD 12        |
| 25 września 2005     | Arena Yokohama, Japonia                                      | WBA         | Yutaka Niida · Japonia                                     | Eriberto Gejon · Filipiny                                  | TD 10        |
| 6 sierpnia 2005      | Korakuen Hall Tokio, Japonia                                 | WBC         | Eagle Kyowa · Tajlandia                                    | Katsunari Takayama · Japonia                               | UD 12        |
| 25 czerwca 2005      | Boardwalk Hall Atlantic City, USA                            | WBO         | Iván Calderón · Portoryko                                  | Gerardo Verde · Meksyk                                     | UD 12        |
| 30 kwietnia 2005     | Coliseo José Miguel Agrelot Hato Rey, Portoryko              | WBO         | Iván Calderón · Portoryko                                  | Noel Tunacao · Filipiny                                    | TKO 8        |
| 16 kwietnia 2005     | Nihon Budokan Tokio, Japonia                                 | WBA         | Yutaka Niida · Japonia                                     | Jae-Won Kim · Korea Południowa                             | UD 12        |
| 5 kwietnia 2005      | THR – Amusement Park Hasanab Sai Merauke City, Indonezja     | IBF         | Muhammad Rachman Indonezja - · Fahlan Sakkreerin Tajlandia | Muhammad Rachman Indonezja - · Fahlan Sakkreerin Tajlandia | TD 3 remis   |
| 4 kwietnia 2005      | Central Gym Osaka, Japonia                                   | WBC         | Katsunari Takayama · Japonia                               | Isaac Bustos · Meksyk                                      | UD 12        |
| 18 grudnia 2004      | Korakuen Hall Tokio, Japonia                                 | WBC         | Isaac Bustos · Meksyk                                      | Eagle Kyowa · Tajlandia                                    | TKO 4        |
| 27 listopada 2004    | MGM Grand Las Vegas, USA                                     | WBO         | Iván Calderón · Portoryko                                  | Carlos Fajardo · Nikaragua                                 | UD 12        |
| 30 października 2004 | Kokugikan Tokio, Japonia                                     | WBA         | Yutaka Niida · Japonia                                     | Juan José Landaeta · Wenezuela                             | SD 12        |
| 14 września 2004     | Britama Arena Kelapa Gading, Indonezja                       | IBF         | Muhammad Rachman · Indonezja                               | Daniel Reyes · Kolumbia                                    | SD 12        |
| 31 lipca 2004        | MGM Grand Las Vegas, USA                                     | WBO         | Iván Calderón · Portoryko                                  | Roberto Carlos Leyva · Meksyk                              | UD 12        |
| 3 lipca 2004         | Korakuen Hall Tokio, Japonia                                 | WBA         | Yutaka Niida · Japonia                                     | Noel Arambulet · Wenezuela                                 | UD 12        |
| 28 czerwca 2004      | Arena Yokohama, Japonia                                      | WBC         | Eagle Kyowa · Tajlandia                                    | Satoshi Kogumazaka · Japonia                               | RTD 8        |
| 5 maja 2004          | El Poliedro Caracas, Wenezuela                               | WBA         | Juan José Landaeta Wenezuela – · Chana Porpaoin Tajlandia  | Juan José Landaeta Wenezuela – · Chana Porpaoin Tajlandia  | PTS 12 remis |
| 10 kwietnia 2004     | Hilton Hotel de Bocagrande Cartagena, Kolumbia               | IBF         | Daniel Reyes · Kolumbia                                    | Roberto Carlos Leyva · Meksyk                              | TKO 3        |
| 31 stycznia 2004     | El Poliedro Caracas, Wenezuela                               | WBA         | Juan José Landaeta · Wenezuela                             | Chana Porpaoin · Tajlandia                                 | UD 12        |
| 10 stycznia 2004     | Korakuen Hall Tokio, Japonia                                 | WBC         | Eagle Kyowa · Tajlandia                                    | José Antonio Aguirre · Meksyk                              | UD 12        |
| 6 grudnia 2003       | Coliseo Ruben Rodriguez Bayamon, Portoryko                   | WBO         | Iván Calderón · Portoryko                                  | Alex Sanchez · Portoryko                                   | UD 12        |
| 4 października 2003  | Staples Center Los Angeles, USA                              | IBF         | Daniel Reyes · Kolumbia                                    | Edgar Cardenas · Meksyk                                    | TKO 6        |
| 5 września 2003      | Coliseo Héctor Solá Bezares Caguas, Portoryko                | WBO         | Iván Calderón · Portoryko                                  | Lorenzo Trejo · Meksyk                                     | UD 12        |
| 12 lipca 2003        | Pacifico Yokohama, Japonia                                   | WBA         | Noel Arambulet · Wenezuela                                 | Yutaka Niida · Japonia                                     | SD 12        |
| 23 czerwca 2003      | Arena Yokohama, Japonia                                      | WBC         | José Antonio Aguirre · Meksyk                              | Keitarō Hoshino · Japonia                                  | TKO 12       |
| 31 maja 2003         | Auditorio Municipal Tijuana, Meksyk                          | IBF         | Edgar Cardenas · Meksyk                                    | Miguel Barrera · Kolumbia                                  | KO 10        |
| 3 maja 2003          | Mandalay Bay Resort & Casino Las Vegas, USA                  | WBO         | Iván Calderón · Portoryko                                  | Eduardo Ray Marquez · Nikaragua                            | RTD 9        |
| 28 marca 2003        | Pabellon Raimundo Saporta Madryt, Hiszpania                  | WBO         | Eduardo Ray Marquez · Nikaragua                            | Jorge Mata · Hiszpania                                     | KO 11        |
| 22 marca 2003        | Mandalay Bay Resort & Casino Las Vegas, USA                  | IBF         | Miguel Barrera · Kolumbia                                  | Roberto Carlos Leyva · Meksyk                              | KO 3         |
| 8 marca 2003         | Art Center Denpasar, Indonezja                               | IBO         | Noel Tunacao · Filipiny                                    | Abrin Matta · Indonezja                                    | TKO 10       |
| 22 lutego 2003       | Plaza Mexico Meksyk, Meksyk                                  | WBC         | José Antonio Aguirre · Meksyk                              | Juan Alfonso Keb Baas · Meksyk                             | TKO 7        |
| 20 grudnia 2002      | Castle Hall Osaka, Japonia                                   | WBA         | Noel Arambulet · Wenezuela                                 | Keitarō Hoshino · Japonia                                  | MD 12        |
| 22 listopada 2002    | Palacio De Los Deportes Leon, Hiszpania                      | WBO         | Jorge Mata · Hiszpania                                     | Jairo Arango · Panama                                      | UD 12        |
| 19 października 2002 | Palenque de Gallos Villahermosa, Meksyk                      | WBC         | José Antonio Aguirre · Meksyk                              | Juan Palacios · Nikaragua                                  | SD 12        |
| 9 sierpnia 2002      | Orleans Hotel & Casino Las Vegas, USA                        | IBF         | Miguel Barrera · Kolumbia                                  | Roberto Carlos Leyva · Meksyk                              | UD 12        |
| 29 lipca 2002        | Pacifico Yokohama, Japonia                                   | WBA         | Noel Arambulet · Wenezuela                                 | Keitarō Hoshino · Japonia                                  | MD 12        |
| 29 czerwca 2002      | Polideportivo Municipal Son Moix, Hiszpania                  | WBO         | Jorge Mata · Hiszpania                                     | Reynaldo Frutos · Panama                                   | KO 9         |
| 29 stycznia 2002     | Pacifico Yokohama, Japonia                                   | WBA         | Keitarō Hoshino · Japonia                                  | Joma Gamboa · Filipiny                                     | UD 12        |
| 11 listopada 2001    | Budokan Okayama, Japonia                                     | WBC         | José Antonio Aguirre · Meksyk                              | Wolf Tokimitsu · Japonia                                   | TKO 3        |
| 28 września 2001     | Gimnasio Oscar 'Tigre' García Ensenada, Meksyk               | IBF         | Roberto Carlos Leyva Meksyk- · Miguel Barrera Meksyk       | Roberto Carlos Leyva Meksyk- · Miguel Barrera Meksyk       | TD 3 remis   |
| 25 sierpnia 2001     | Pacifico Yokohama, Japonia                                   | WBA         | Yutaka Niida · Japonia                                     | Chana Porpaoin · Tajlandia                                 | UD 12        |
| 29 kwietnia 2001     | Club Amazura Jamaica, USA                                    | IBF         | Roberto Carlos Leyva · Meksyk                              | Daniel Reyes · Kolumbia                                    | UD 12        |
| 16 kwietnia 2001     | Pacifico Yokohama, Japonia                                   | WBA         | Chana Porpaoin · Tajlandia                                 | Keitarō Hoshino · Japonia                                  | SD 12        |
| 6 kwietnia 2001      | Poliforum Zamna Merida, Meksyk                               | WBO         | Kermin Guardia · Kolumbia                                  | Juan Alfonso Keb Baas · Meksyk                             | UD 12        |
| 2 lutego 2001        | Jai Alai Fronton Tijuana, Meksyk                             | WBC         | José Antonio Aguirre · Meksyk                              | Manny Melchor · Filipiny                                   | UD 12        |
| 6 grudnia 2000       | Pacifico Yokohama, Japonia                                   | WBA         | Keitarō Hoshino · Japonia                                  | Joma Gamboa · Filipiny                                     | UD 12        |
| 21 października 2000 | Salon 21 Polanco, Meksyk                                     | WBC         | José Antonio Aguirre · Meksyk                              | Erdene Chuluun · Mongolia                                  | KO 4         |
| 20 sierpnia 2000     | Kokugikan Tokio, Japonia                                     | WBA         | Joma Gamboa · Filipiny                                     | Noel Arambulet · Wenezuela                                 | SD 12        |
| 7 lipca 2000         | Palenque de Gallos Villahermosa, Meksyk                      | WBC         | José Antonio Aguirre · Meksyk                              | José Luis Zepeda · Meksyk                                  | KO 5         |
| 2 czerwca 2000       | Stour Centre Ashford, Wielka Brytania                        | IBF         | Zolani Petelo · Południowa Afryka                          | Mickey Cantwell · Wielka Brytania                          | TKO 8        |
| 9 kwietnia 2000      | Municipal Gymnasium Hachinohe, Japonia                       | WBA         | Joma Gamboa · Filipiny                                     | Atsushi Sai · Japonia                                      | UD 12        |
| 4 marca 2000         | Estadio José David Ugarte Coro, Wenezuela                    | WBA         | Noel Arambulet · Wenezuela                                 | José Garcia Bernal · Kolumbia                              | UD 12        |
| 11 lutego 2000       | Mahachai Villa Arena Samut Sakhon, Tajlandia                 | WBC         | José Antonio Aguirre · Meksyk                              | Wandee Singwancha · Tajlandia                              | MD 12        |

## 1990-1999
| data                 | miejsce                                                | organizacja | zwycięzca                                                             | pokonany                                                              | wynik        |
| -------------------- | ------------------------------------------------------ | ----------- | --------------------------------------------------------------------- | --------------------------------------------------------------------- | ------------ |
| 4 grudnia 1999       | Inae Sports Center Nagoya, Japonia                     | WBA         | Joma Gamboa · Filipiny                                                | Satoru Abe · Japonia                                                  | TKO 6        |
| 3 grudnia 1999       | Bushfield Leisure Centre Peterborough, Wielka Brytania | IBF         | Zolani Petelo · Południowa Afryka                                     | Juanito Rubillar · Filipiny                                           | UD 12        |
| 30 października 1999 | Estadio Polideportivo, Mar del Plata, Argentyna        | WBO         | Kermin Guardia · Kolumbia                                             | Luis Alberto Lazarte · Argentyna                                      | SD 12        |
| 9 października 1999  | Parques Naciones Unidas Caracas, Wenezuela             | WBA         | Noel Arambulet · Wenezuela                                            | Joma Gamboa · Filipiny                                                | UD 12        |
| 29 maja 1999         | Carousel Hotel & Casino Temba, RPA                     | IBF         | Zolani Petelo · Południowa Afryka                                     | Eric Jamili · Filipiny                                                | KO 1         |
| 4 maja 1999          | Mizushima Greenland Gym Kurashiki, Japonia             | WBC         | Wandee Singwancha · Tajlandia                                         | Wolf Tokimitsu · Japonia                                              | TKO 12       |
| 27 marca 1999        | Jai Alai Fronton, Miami, USA                           | WBO         | Kermin Guardia · Kolumbia                                             | Eric Jamili · Filipiny                                                | UD 12        |
| 6 marca 1999         | Nasrec Indoor Arena Johannesburg, RPA                  | IBO         | Steve Msimanga Południowa Afryka - · Mawanda Sineko Południowa Afryka | Steve Msimanga Południowa Afryka - · Mawanda Sineko Południowa Afryka | PTS 12 remis |
| 30 stycznia 1999     | Pattaya City Hall Pattaya, Tajlandia                   | WBA         | Songkram Porpaoin · Tajlandia                                         | Ronnie Magramo · Filipiny                                             | RTD 8        |
| 13 listopada 1998    | Hilton Hotel Las Vegas, USA                            | WBA         | Ricardo López · Meksyk                                                | Rosendo Álvarez · Nikaragua                                           | SD 12        |
| 23 sierpnia 1998     | Arena Yokohama, Japonia                                | WBC         | Wandee Singwancha · Tajlandia                                         | Rocky Lin · Chińskie Tajpej                                           | MD 12        |
| 4 lipca 1998         | Carousel Hotel & Casino Temba, RPA                     | IBF         | Zolani Petelo · Południowa Afryka                                     | Carmelo Caceres · Filipiny                                            | TKO 7        |
| 30 maja 1998         | Las Vegas Hilton Las Vegas, USA                        | WBO         | Kermin Guardia · Kolumbia                                             | Eric Jamili · Filipiny                                                | TKO 5        |
| 21 marca 1998        | Carousel Hotel & Casino Temba, RPA                     | IBF         | Zolani Petelo · Południowa Afryka                                     | Faisol Akbar · Indonezja                                              | SD 12        |
| 7 marca 1998         | Plaza de Toros Meksyk, Meksyk                          | WBC / WBA   | Rosendo Álvarez Nikaragua – Ricardo López Meksyk                      | Rosendo Álvarez Nikaragua – Ricardo López Meksyk                      | RTD 8 remis  |
| 27 grudnia 1997      | Provincial Military Stadium Songkhla, Tajlandia        | IBF         | Zolani Petelo · Południowa Afryka                                     | Ratanapol Sor Vorapin · Tajlandia                                     | TKO 4        |
| 19 grudnia 1997      | New London Arena Millwall, Wielka Brytania             | WBO         | Eric Jamili · Filipiny                                                | Mickey Cantwell · Wielka Brytania                                     | TKO 8        |
| 30 sierpnia 1997     | Indoor Provincial Stadium Nong Khai, Tajlandia         | IBF         | Ratanapol Sor Vorapin · Tajlandia                                     | Wellington Vicente · Brazylia                                         | TKO 2        |
| 23 sierpnia 1997     | Madison Square Garden Nowy Jork, USA                   | WBC / WBO   | Ricardo López · Meksyk                                                | Alex Sánchez · Portoryko                                              | TKO 5        |
| 14 czerwca 1997      | Provincial Stadium Nakhon Ratchasima, Tajlandia        | IBF         | Ratanapol Sor Vorapin · Tajlandia                                     | Juan Herrera · Kolumbia                                               | UD 12        |
| 29 marca 1997        | Hilton Hotel Las Vegas, USA                            | WBC         | Ricardo López · Meksyk                                                | Mongkol Charoen · Tajlandia                                           | UD 12        |
| 29 marca 1997        | Hilton Hotel Las Vegas, USA                            | WBO         | Alex Sánchez · Portoryko                                              | José Victor Burgos · Meksyk                                           | UD 12        |
| 22 marca 1997        | National Stadium Sara Buri, Tajlandia                  | IBF         | Ratanapol Sor Vorapin · Tajlandia                                     | Luis Doria · Kolumbia                                                 | TKO 4        |
| 11 stycznia 1997     | Provincial Gymnasium Sa Kaeo, Tajlandia                | WBA         | Rosendo Álvarez · Nikaragua                                           | Songkram Porpaoin · Tajlandia                                         | TKO 11       |
| 7 grudnia 1996       | Fantasy Springs Casino Indio, USA                      | WBC         | Ricardo López · Meksyk                                                | Park Myung-sup · Korea Południowa                                     | TKO 1        |
| 24 listopada 1996    | Udon Thani, Tajlandia                                  | IBF         | Ratanapol Sor Vorapin · Tajlandia                                     | Gustavo Vera · Wenezuela                                              | KO 2         |
| 9 listopada 1996     | MGM Grand Las Vegas, USA                               | WBC         | Ricardo López · Meksyk                                                | Morgan Ndumo · Południowa Afryka                                      | TKO 6        |
| 1 października 1996  | City Sogo Gym Kitakyushu, Japonia                      | WBA         | Rosendo Álvarez · Nikaragua                                           | Takashi Shiohama · Japonia                                            | KO 8         |
| 28 września 1996     | Provincial Stadium Prachuabkirikhan, Tajlandia         | IBF         | Ratanapol Sor Vorapin · Tajlandia                                     | Oscar Andrade · Meksyk                                                | KO 5         |
| 29 lipca 1996        | Provincial Coliseum San Antonio, USA                   | WBO         | Alex Sánchez · Portoryko                                              | Tomas Rivera · Meksyk                                                 | UD 12        |
| 13 lipca 1996        | Provincial Stadium Chiang Mai, Tajlandia               | IBF         | Ratanapol Sor Vorapin · Tajlandia                                     | Jun Orhaliza · Filipiny                                               | KO 3         |
| 29 czerwca 1996      | Fantasy Springs Casino Indio, USA                      | WBC         | Ricardo López · Meksyk                                                | Kitichai Preecha · Tajlandia                                          | KO 3         |
| 15 czerwca 1996      | City Gymnasium Sendai, Japonia                         | WBA         | Rosendo Álvarez · Nikaragua                                           | Eric Chavez · Filipiny                                                | MD 12        |
| 18 maja 1996         | Provincial Stadium Yala, Tajlandia                     | IBF         | Ratanapol Sor Vorapin · Tajlandia                                     | Jun Arlos · Filipiny                                                  | UD 12        |
| 30 marca 1996        | Estadio Nacional Managua, Nikaragua                    | WBA         | Rosendo Álvarez · Nikaragua                                           | Kermin Guardia · Kolumbia                                             | KO 3         |
| 16 marca 1996        | MGM Grand Las Vegas, USA                               | WBC         | Ricardo López · Meksyk                                                | Ala Villamor · Filipiny                                               | KO 8         |
| 30 grudnia 1995      | Army Soccer Stadium Chiang Mai, Tajlandia              | IBF         | Ratanapol Sor Vorapin · Tajlandia                                     | Osvaldo Guerrero · Meksyk                                             | TKO 6        |
| 2 grudnia 1995       | Provincial Gymnasium Sa Kaeo, Tajlandia                | WBA         | Rosendo Álvarez · Nikaragua                                           | Chana Porpaoin · Tajlandia                                            | SD 12        |
| 29 października 1995 | Provincial Stadium Suphan Buri, Tajlandia              | IBF         | Ratanapol Sor Vorapin · Tajlandia                                     | Jack Russell · Australia                                              | KO 2         |
| 6 sierpnia 1995      | Rajadamnern Stadium Bangkok, Tajlandia                 | WBA         | Chana Porpaoin · Tajlandia                                            | Ernesto Rubillar · Filipiny                                           | KO 6         |
| 20 maja 1995         | Municipal Soccer Stadium Chiang Mai, Tajlandia         | IBF         | Ratanapol Sor Vorapin · Tajlandia                                     | Oscar Alfonso Flores · Kolumbia                                       | TKO 2        |
| 1 kwietnia 1995      | Buffalo Bill's Star Arena Primm, USA                   | WBC         | Ricardo López · Meksyk                                                | Andy Tabanas · Filipiny                                               | TKO 12       |
| 25 lutego 1995       | Rangsit District Shopping Ctr. Rangsit, Tajlandia      | IBF         | Ratanapol Sor Vorapin · Tajlandia                                     | Jerry Pahayahay · Filipiny                                            | TKO 3        |
| 28 stycznia 1995     | MGM Grand Las Vegas, USA                               | WBO         | Alex Sánchez · Portoryko                                              | Rafael Orozco · Meksyk                                                | UD 12        |
| 28 stycznia 1995     | National Stadium Gymnasium Bangkok, Tajlandia          | WBA         | Chana Porpaoin · Tajlandia                                            | Kim Jin-ho · Korea Południowa                                         | UD 12        |
| 10 grudnia 1994      | Estadio de Beisbol Monterrey, Meksyk                   | WBC         | Ricardo López · Meksyk                                                | Yamil Caraballo · Kolumbia                                            | TKO 1        |
| 12 listopada 1994    | Plaza Mexico Meksyk, Meksyk                            | WBC         | Ricardo López · Meksyk                                                | Javier Varguez · Meksyk                                               | TKO 8        |
| 12 listopada 1994    | University Stadium Khon Kaen, Tajlandia                | IBF         | Ratanapol Sor Vorapin · Tajlandia                                     | Carlos Alberto Rodriguez · Wenezuela                                  | TKO 3        |
| 5 listopada 1994     | Hat Yai, Tajlandia                                     | WBA         | Chana Porpaoin · Tajlandia                                            | Manuel Jesús Herrera · Dominikana                                     | SD 12        |
| 17 września 1994     | MGM Grand Las Vegas, USA                               | WBC         | Ricardo López · Meksyk                                                | Surachai Saengmorakot · Tajlandia                                     | TKO 1        |
| 10 września 1994     | Sporthalle Alsterdorf, Niemcy                          | WBO         | Alex Sánchez · Portoryko                                              | Oscar Andrade · Meksyk                                                | TKO 4        |
| 3 września 1994      | City Sports Ground Arena Phatthalung, Tajlandia        | WBA         | Chana Porpaoin · Tajlandia                                            | Kang Keum-yung · Korea Południowa                                     | UD 12        |
| 20 sierpnia 1994     | Buriram, Tajlandia                                     | IBF         | Ratanapol Sor Vorapin · Tajlandia                                     | Marcelino Bolívar · Wenezuela                                         | TKO 4        |
| 13 sierpnia 1994     | Coliseo Ruben Rodriguez Bayamon, Portoryko             | WBO         | Alex Sánchez · Portoryko                                              | Carlos Juan Rodriguez · Dominikana                                    | KO 1         |
| 14 maja 1994         | Sara Buri, Tajlandia                                   | IBF         | Ratanapol Sor Vorapin · Tajlandia                                     | Roger Espanola · Filipiny                                             | TKO 6        |
| 7 maja 1994          | MGM Grand Las Vegas, USA                               | WBC         | Ricardo López · Meksyk                                                | Kermin Guardia · Kolumbia                                             | UD 12        |
| 26 marca 1994        | Chonburi, Tajlandia                                    | WBA         | Chana Porpaoin · Tajlandia                                            | Carlos Murillo · Panama                                               | MD 12        |
| 27 lutego 1994       | Phichit, Tajlandia                                     | IBF         | Ratanapol Sor Vorapin · Tajlandia                                     | Ronnie Magramo · Filipiny                                             | UD 12        |
| 22 grudnia 1993      | Casino de Mallorca Palma de Mallorca, Hiszpania        | WBO         | Alex Sánchez · Portoryko                                              | Arturo Mayan · Meksyk                                                 | TKO 1        |
| 22 grudnia 1993      | Hotel Caribe Hilton Condado, Portoryko                 | WBO         | Alex Sánchez · Portoryko                                              | Orlando Malone · Stany Zjednoczone                                    | TKO 1        |
| 18 grudnia 1993      | Caesars Tahoe Stateline, USA                           | WBC         | Ricardo López · Meksyk                                                | Manny Melchor · Filipiny                                              | KO 11        |
| 10 grudnia 1993      | Provincial Stadium Suphan Buri, Tajlandia              | IBF         | Ratanapol Sor Vorapin · Tajlandia                                     | Felix Naranjo · Kolumbia                                              | TKO 2        |
| 28 listopada 1993    | Provincial Stadium Phichit, Tajlandia                  | WBA         | Chana Porpaoin · Tajlandia                                            | Rafael Torres · Dominikana                                            | KO 4         |
| 25 października 1993 | St.Andrew's Sporting Club Glasgow, Wielka Brytania     | WBO         | Paul Weir · Wielka Brytania                                           | Lindi Memani · Południowa Afryka                                      | UD 12        |
| 26 września 1993     | Hua Mark Stadium Bangkok, Tajlandia                    | IBF         | Ratanapol Sor Vorapin · Tajlandia                                     | Domingus Siwalette · Indonezja                                        | TKO 4        |
| 19 września 1993     | Capitol City Discotheque Bangkok, Tajlandia            | WBC         | Ricardo López · Meksyk                                                | Toto Pongsawang · Tajlandia                                           | TKO 11       |
| 22 sierpnia 1993     | Provincial Stadium Sara Buri, Tajlandia                | WBA         | Chana Porpaoin · Tajlandia                                            | Ronnie Magramo · Filipiny                                             | UD 12        |
| 3 lipca 1993         | Parc de Beisbol La Junta Nuevo Laredo, Meksyk          | WBC         | Ricardo López · Meksyk                                                | Saman Sorjaturong · Tajlandia                                         | TKO 2        |
| 27 czerwca 1993      | National Stadium Gymnasium Bangkok, Tajlandia          | IBF         | Ratanapol Sor Vorapin · Tajlandia                                     | Ala Villamor · Filipiny                                               | TKO 7        |
| 15 maja 1993         | Scottish Exhibition Centre Glasgow, Wielka Brytania    | WBO         | Paul Weir · Wielka Brytania                                           | Fernando Martinez · Meksyk                                            | TKO 7        |
| 9 maja 1993          | Physical Education Center Ang Thong, Tajlandia         | WBA         | Chana Porpaoin · Tajlandia                                            | Carlos Murillo · Panama                                               | UD 12        |
| 14 marca 1993        | Suranaree Camp Stadium Korat, Tajlandia                | IBF         | Ratanapol Sor Vorapin · Tajlandia                                     | Nico Thomas · Indonezja                                               | KO 7         |
| 10 lutego 1993       | Metropolitan Gym Tokio, Japonia                        | WBA         | Chana Porpaoin · Tajlandia                                            | Hideyuki Ōhashi · Japonia                                             | MD 12        |
| 31 stycznia 1993     | Indoor Gymnasium Pohang, Korea Południowa              | WBC         | Ricardo López · Meksyk                                                | Oh Kwang-soo · Korea Południowa                                       | TKO 9        |
| 10 grudnia 1992      | National Stadium Gymnasium Bangkok, Tajlandia          | IBF         | Ratanapol Sor Vorapin · Tajlandia                                     | Manny Melchor · Filipiny                                              | SD 12        |
| 14 października 1992 | Kokugikan Tokio, Japonia                               | WBA         | Hideyuki Ōhashi · Japonia                                             | Choi Hi-yong · Korea Południowa                                       | UD 12        |
| 11 października 1992 | Korakuen Hall Tokio, Japonia                           | WBC         | Ricardo López · Meksyk                                                | Rocky Lin · Chińskie Tajpej                                           | KO 2         |
| 6 września 1992      | Crocodile Farm Samut Prakan, Tajlandia                 | IBF         | Manny Melchor · Tajlandia                                             | Fahlan Sakkreerin · Tajlandia                                         | SD 12        |
| 22 sierpnia 1992     | Auditorio de Madero Ciudad Madero, Meksyk              | WBC         | Ricardo López · Meksyk                                                | Singprasert Kittikasem · Tajlandia                                    | KO 5         |
| 14 czerwca 1992      | Rajadamnern Stadium Bangkok, Tajlandia                 | IBF         | Fahlan Sakkreerin · Tajlandia                                         | Said Iskandar · Indonezja                                             | TKO 8        |
| 13 czerwca 1992      | Indoor Gymnasium Incheon, Korea Południowa             | WBA         | Choi Hi-yong · Korea Południowa                                       | Rommel Lawas · Filipiny                                               | TKO 3        |
| 16 marca 1992        | Fronton Mexico Meksyk, Meksyk                          | WBC         | Ricardo López · Meksyk                                                | Pretty Boy Lucas · Filipiny                                           | UD 12        |
| 23 lutego 1992       | Sunarunchan Stadium Nakhon Pathom, Tajlandia           | IBF         | Fahlan Sakkreerin · Tajlandia                                         | Felix Naranjo · Kolumbia                                              | KO 2         |
| 22 lutego 1992       | Hilton Hotel Seul, Korea Południowa                    | WBA         | Choi Hi-yong · Korea Południowa                                       | Yuichi Hosono · Japonia                                               | TKO 10       |
| 21 grudnia 1991      | Seul, Korea Południowa                                 | WBC         | Ricardo López · Meksyk                                                | Lee Kyung-young · Korea Południowa                                    | UD 12        |
| 26 października 1991 | Hilton Hotel Seul, Korea Południowa                    | WBA         | Choi Hi-yong · Korea Południowa                                       | Kim Bong-jun · Korea Południowa                                       | UD 12        |
| 21 października 1991 | Rajadamnern Stadium Bangkok, Tajlandia                 | IBF         | Fahlan Sakkreerin · Tajlandia                                         | Andy Tabanas · Filipiny                                               | UD 12        |
| 15 czerwca 1991      | Indoor Gymnasium Seul, Korea Południowa                | WBA         | Choi Hi-yong · Korea Południowa                                       | Sugar Ray Mike · Filipiny                                             | UD 12        |
| 19 maja 1991         | Kusanagi Gymnasium Shizuoka, Japonia                   | WBC         | Ricardo López · Meksyk                                                | Kimio Hirano · Japonia                                                | TKO 8        |
| 7 lutego 1991        | Lumpinee Boxing Stadium Bangkok, Tajlandia             | IBF         | Fahlan Sakkreerin · Tajlandia                                         | Abdi Pohan · Indonezja                                                | UD 12        |
| 2 lutego 1991        | Sajik Gymnasium Busan, Korea Południowa                | WBA         | Choi Hi-yong · Korea Południowa                                       | Kim Bong-jun · Korea Południowa                                       | UD 12        |
| 20 grudnia 1990      | Rajadamnern Stadium Bangkok, Tajlandia                 | IBF         | Fahlan Sakkreerin Tajlandia – Pretty Boy Lucas Filipiny               | Fahlan Sakkreerin Tajlandia – Pretty Boy Lucas Filipiny               | PTS 12 remis |
| 3 listopada 1990     | Taegu Indoor Gymnasium Daegu, Korea Południowa         | WBA         | Kim Bong-jun · Korea Południowa                                       | Silverio Barcenas · Panama                                            | MD 12        |
| 25 października 1990 | Korakuen Hall Tokio, Japonia                           | WBC         | Ricardo López · Meksyk                                                | Hideyuki Ōhashi · Japonia                                             | TKO 5        |
| 15 sierpnia 1990     | Rajadamnern Stadium Bangkok, Tajlandia                 | IBF         | Fahlan Sakkreerin · Tajlandia                                         | Eric Chavez · Filipiny                                                | UD 12        |
| 31 lipca 1990        | Bung Karno Stadium Dżakarta, Indonezja                 | WBO         | Rafael Torres · Dominikana                                            | Husni Ray · Indonezja                                                 | SD 12        |
| 13 maja 1990         | University Gym Kunsan, Korea Południowa                | WBA         | Kim Bong-jun · Korea Południowa                                       | Silverio Barcenas · Panama                                            | RTD 5        |
| 14 czerwca 1990      | Rajadamnern Stadium Bangkok, Tajlandia                 | IBF         | Fahlan Sakkreerin · Tajlandia                                         | Joe Constantino · Filipiny                                            | UD 12        |
| 8 czerwca 1990       | Korakuen Hall Tokio, Japonia                           | WBC         | Hideyuki Ōhashi · Japonia                                             | Napa Kiatwanchai · Tajlandia                                          | UD 12        |
| 22 lutego 1990       | Rajadamnern Stadium Bangkok, Tajlandia                 | IBF         | Fahlan Sakkreerin · Tajlandia                                         | Eric Chavez · Filipiny                                                | TKO 7        |
| 10 lutego 1990       | Sungnam Gymnasium Gyeonggi-do, Korea Południowa        | WBA         | Kim Bong-jun · Korea Południowa                                       | Petchthai Chuvatana · Tajlandia                                       | KO 4         |
| 7 lutego 1990        | Korakuen Hall Tokio, Japonia                           | WBC         | Hideyuki Ōhashi · Japonia                                             | Choi Jum-hwan · Korea Południowa                                      | KO 9         |

## 1987-1989
| data                 | miejsce                                        | organizacja | zwycięzca                                             | pokonany                                              | wynik        |
| -------------------- | ---------------------------------------------- | ----------- | ----------------------------------------------------- | ----------------------------------------------------- | ------------ |
| 12 listopada 1989    | World Trade Center Seul, Korea Południowa      | WBC         | Choi Jum-hwan · Korea Południowa                      | Napa Kiatwanchai · Tajlandia                          | TKO 12       |
| 22 października 1989 | Indoor Gymnasium Pohang, Korea Południowa      | WBA         | Kim Bong-jun · Korea Południowa                       | John Arief · Indonezja                                | TKO 9        |
| 21 września 1989     | Lokasari Hall Dżakarta, Indonezja              | IBF         | Eric Chavez · Filipiny                                | Nico Thomas · Indonezja                               | KO 5         |
| 30 sierpnia 1989     | Santo Domingo, Dominikana                      | WBO         | Rafael Torres · Dominikana                            | Yamil Caraballo · Kolumbia                            | UD 12        |
| 6 sierpnia 1989      | Student Gymnasium Samcheonpo, Korea Południowa | WBA         | Kim Bong-jun · Korea Południowa                       | Lee Sam-joong · Korea Południowa                      | MD 12        |
| 17 czerwca 1989      | Dżakarta, Indonezja                            | IBF         | Nico Thomas · Indonezja                               | Samuth Sithnaruepol · Tajlandia                       | UD 12        |
| 10 czerwca 1989      | Prefectural Gymnasium Osaka, Japonia           | WBC         | Napa Kiatwanchai · Tajlandia                          | Hiroki Ioka · Japonia                                 | TKO 7        |
| 16 kwietnia 1989     | Pohang Gymnasium Pohang, Korea Południowa      | WBA         | Kim Bong-jun · Korea Południowa                       | Agustin Garcia · Kolumbia                             | TKO 3        |
| 24 marca 1989        | Bung Karno Stadium Dżakarta, Indonezja         | IBF         | Nico Thomas Indonezja – Samuth Sithnaruepol Tajlandia | Nico Thomas Indonezja – Samuth Sithnaruepol Tajlandia | PTS 12 remis |
| 11 lutego 1989       | Provincial Stadium Korat, Tajlandia            | WBC         | Napa Kiatwanchai · Tajlandia                          | John Arief · Indonezja                                | UD 12        |
| 13 listopada 1988    | Prefectural Gymnasium Osaka, Japonia           | WBC         | Napa Kiatwanchai · Tajlandia                          | Hiroki Ioka · Japonia                                 | MD 12        |
| 29 sierpnia 1988     | Rajadamnern Stadium Bangkok, Tajlandia         | IBF         | Samuth Sithnaruepol · Tajlandia                       | Hwang In-kyu · Korea Południowa                       | UD 15        |
| 5 czerwca 1988       | Kinki University Auditorium Osaka, Japonia     | WBC         | Hiroki Ioka Japonia – Napa Kiatwanchai Tajlandia      | Hiroki Ioka Japonia – Napa Kiatwanchai Tajlandia      | PTS 12 remis |
| 24 kwietnia 1988     | Korakuen Hall Tokio, Japonia                   | WBA         | Leo Gamez · Wenezuela                                 | Kenji Yokozawa · Japonia                              | TKO 3        |
| 24 marca 1988        | Rajadamnern Stadium Bangkok, Tajlandia         | IBF         | Samuth Sithnaruepol · Tajlandia                       | Pretty Boy Lucas · Filipiny                           | TKO 11       |
| 31 stycznia 1988     | Castle Hall Osaka, Japonia                     | WBC         | Hiroki Ioka · Japonia                                 | Lee Kyung-young · Korea Południowa                    | TKO 12       |
| 10 stycznia 1988     | Kudok Gymnasium Busan, Korea Południowa        | WBA         | Leo Gamez · Wenezuela                                 | Kim Bong-jun · Korea Południowa                       | UD 12        |
| 18 października 1987 | Kinki University Auditorium Osaka, Japonia     | WBC         | Hiroki Ioka · Japonia                                 | Mai Thomburifarm · Tajlandia                          | UD 12        |
| 14 czerwca 1987      | Hawaii Hotel Bukok, Korea Południowa           | IBF         | Lee Kyung-young · Korea Południowa                    | Masaharu Kawakami · Japonia                           | KO 2         |

## Legenda
- DQ – (disqualification) – dyskwalifikacja
- KO – (knockout) – nokaut
- MD – (majority decision) – decyzja większości
- NC – (no contest) – walka uznana za nie odbytą
- PTS – walka zakończona na punkty
- RTD – (referee technical decision) – techniczna decyzja sędziów
- SD – (split-decision) – niejednogłośna decyzja
- TD – (technical decision) – techniczna decyzja
- TKO – (technical knockout) – techniczny nokaut
- UD – (unanimous decision) – jednogłośna decyzja